# Lilit Poghosjan

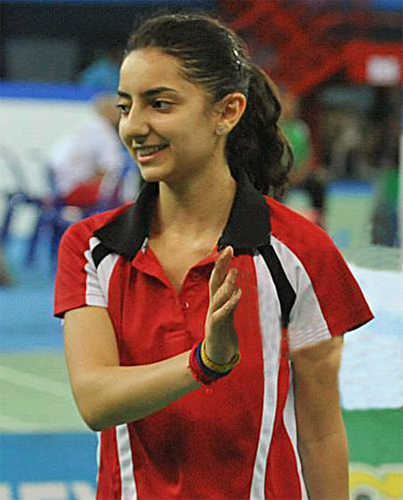
Lilit Poghosyan

Lilit Poghosjan (armenisch Լիլիթ Պողոսյան, * 17. April 1996; englisch Lilit Poghosyan) ist eine armenische Badmintonspielerin. 

## Karriere
Lilit Poghosjan wurde 2008, 2009 und 2010 Juniorenmeisterin in Armenien. 2008 war sie auch erstmals bei den Erwachsenen erfolgreich. Weitere Titelgewinne folgten 2009 bis 2016.

## Sportliche Erfolge
| Saison    | Veranstaltung                                | Disziplin   | Platz | Name                                 |
| --------- | -------------------------------------------- | ----------- | ----- | ------------------------------------ |
| 2007/2008 | Armenien: Einzelmeisterschaften der Junioren | Damendoppel | 1     | Laura Samvelyan / Lilit Poghosjan    |
| 2007/2008 | Armenien: Einzelmeisterschaften              | Damendoppel | 1     | Laura Samvelyan / Lilit Poghosjan    |
| 2008/2009 | Armenien: Einzelmeisterschaften              | Dameneinzel | 1     | Lilit Poghosjan                      |
| 2008/2009 | Armenien: Einzelmeisterschaften              | Damendoppel | 1     | Meline Kocharyan / Lilit Poghosjan   |
| 2009/2010 | Armenien: Einzelmeisterschaften der Junioren | Mixed       | 1     | Gurgen Poghosyan / Lilit Poghosjan   |
| 2009/2010 | Armenien: Einzelmeisterschaften              | Dameneinzel | 1     | Lilit Poghosjan                      |
| 2009/2010 | Armenien: Einzelmeisterschaften              | Mixed       | 1     | Gurgen Poghosjan / Lilit Poghosjan   |
| 2010/2011 | Armenien: Einzelmeisterschaften              | Dameneinzel | 1     | Lilit Poghosjan                      |
| 2010/2011 | Armenien: Einzelmeisterschaften              | Damendoppel | 1     | Meline Kocharyan / Lilit Poghosjan   |
| 2010/2011 | Armenien: Einzelmeisterschaften der Junioren | Mixed       | 1     | Gurgen Poghosyan / Lilit Poghosjan   |
| 2012/2013 | Armenien: Einzelmeisterschaften              | Dameneinzel | 1     | Lilit Poghosjan                      |
| 2012/2013 | Armenien: Einzelmeisterschaften              | Damendoppel | 1     | Meline Kocharyan / Lilit Poghosjan   |
| 2012/2013 | Armenien: Einzelmeisterschaften der Junioren | Mixed       | 1     | Gurgen Poghosyan / Lilit Poghosjan   |
| 2013/2014 | Armenien: Einzelmeisterschaften              | Dameneinzel | 1     | Lilit Poghosjan                      |
| 2013/2014 | Armenien: Einzelmeisterschaften              | Damendoppel | 1     | Marieta Nikojan / Lilit Poghosjan    |
| 2013/2014 | Armenien: Einzelmeisterschaften der Junioren | Mixed       | 1     | Edgar Nazaretyan / Lilit Poghosjan   |
| 2014/2015 | Armenien: Einzelmeisterschaften              | Dameneinzel | 1     | Lilit Poghosjan                      |
| 2014/2015 | Armenien: Einzelmeisterschaften              | Damendoppel | 1     | Marieta Nikojan / Lilit Poghosjan    |
| 2014/2015 | Armenien: Einzelmeisterschaften der Junioren | Mixed       | 1     | Zaven Mnatsakanyan / Lilit Poghosjan |
| 2015/2016 | Armenien: Einzelmeisterschaften              | Dameneinzel | 1     | Lilit Poghosjan                      |
| 2015/2016 | Armenien: Einzelmeisterschaften              | Damendoppel | 1     | Marieta Nikoyan / Lilit Poghosjan    |
| 2015/2016 | Armenien: Einzelmeisterschaften der Junioren | Mixed       | 1     | Arman Vardanyan / Lilit Poghosjan    |